# Justified/Stripped Tour
The Justified/Stripped Tour là chuyến lưu diễn của hai ca sĩ/nhạc sĩ người Mỹ Christina Aguilera và Justin Timberlake. Đây là chuyến lưu diễn quảng bá cho album Stripped của Aguilera và album đầu tay Justified của Timberlake. Nó được ước tính đã thu về 45,8 triệu USD.

## Nghệ sĩ biểu diễn mở màn
- The Black Eyed Peas (Bắc Mỹ) (select venues)[3]
- Jamelia (Bắc Mỹ) (select venues)
- Fefe Dobson (Bắc Mỹ) (select venues)
- Emmanuel Carella (Bắc Mỹ) (select venues)

## Danh sách các màn biểu diễn
1. "Stripped Intro" (Video Introduction)
2. "Dirrty"
3. "Get Mine, Get Yours"
4. "The Voice Within"
5. "Genie in a Bottle"
6. "Can't Hold Us Down"
7. "Make Over"
8. "Loving Me 4 Me" (Video Interlude)
9. "Impossible"
10. "At Last"
11. "I Prefer You"
12. "Lady Marmalade"
13. "Walk Away"
14. "Fighter"
15. "What a Girl Wants"

Encore
1. "Beautiful"

1. "Ghetto Blaster"  (contains elements of "Like I Love You", "Girlfriend" and "Rock Your Body")(Video Introduction)
2. "Rock Your Body"
3. "Right For Me"
4. Medley:
  1. "Gone"
  2. "Girlfriend"
  3. "Senorita"
5. "Still On My Brain"
6. "Nothin' Else"
7. "Tap Dance" (Dance Interlude)
8. "Cry Me a River"
9. "Let's Take A Ride"
10. "Beat Box" (Dance Interlude)
11. "Last Night"
12. "Take It From Here"

Encore
1. "Like I Love You"

## Ngày lưu diễn
| Ngày                     | Thành phố         | Quốc gia | Địa điểm                          |
| ------------------------ | ----------------- | -------- | --------------------------------- |
| Bắc Mỹ                   |                   |          |                                   |
| ngày 4 tháng 6 năm 2003  | Phoenix           | Hoa Kỳ   | America West Arena                |
| ngày 6 tháng 6 năm 2003  | Oakland           | Hoa Kỳ   | Oakland Arena                     |
| ngày 8 tháng 6 năm 2003  | Tacoma            | Hoa Kỳ   | Tacoma Dome                       |
| ngày 10 tháng 6 năm 2003 | Portland          | Hoa Kỳ   | Rose Garden                       |
| ngày 13 tháng 6 năm 2003 | Sacramento        | Hoa Kỳ   | ARCO Arena                        |
| ngày 14 tháng 6 năm 2003 | San Jose          | Hoa Kỳ   | HP Pavilion at San Jose           |
| ngày 16 tháng 6 năm 2003 | Los Angeles       | Hoa Kỳ   | Trung tâm Staples                 |
| ngày 17 tháng 6 năm 2003 | Los Angeles       | Hoa Kỳ   | Trung tâm Staples                 |
| ngày 20 tháng 6 năm 2003 | Los Angeles       | Hoa Kỳ   | Trung tâm Staples                 |
| ngày 21 tháng 6 năm 2003 | Las Vegas         | Hoa Kỳ   | MGM Grand Garden Arena            |
| ngày 23 tháng 6 năm 2003 | Denver            | Hoa Kỳ   | Pepsi Center                      |
| ngày 25 tháng 6 năm 2003 | Oklahoma City     | Hoa Kỳ   | Ford Center                       |
| ngày 26 tháng 6 năm 2003 | Dallas            | Hoa Kỳ   | Trung tâm American Airlines       |
| ngày 28 tháng 6 năm 2003 | San Antonio       | Hoa Kỳ   | Alamodome                         |
| ngày 29 tháng 6 năm 2003 | Houston           | Hoa Kỳ   | Trung tâm Toyota                  |
| ngày 5 tháng 7 năm 2003  | St. Louis         | Hoa Kỳ   | Savvis Center                     |
| ngày 6 tháng 7 năm 2003  | North Little Rock | Hoa Kỳ   | Alltel Arena                      |
| ngày 8 tháng 7 năm 2003  | New Orleans       | Hoa Kỳ   | Louisiana Superdome               |
| ngày 9 tháng 7 năm 2003  | Bossier City      | Hoa Kỳ   | CenturyTel Center                 |
| ngày 11 tháng 7 năm 2003 | Memphis           | Hoa Kỳ   | The Pyramid                       |
| ngày 12 tháng 7 năm 2003 | Atlanta           | Hoa Kỳ   | Philips Arena                     |
| ngày 14 tháng 7 năm 2003 | Tampa             | Hoa Kỳ   | St. Pete Times Forum              |
| ngày 15 tháng 7 năm 2003 | Orlando           | Hoa Kỳ   | TD Waterhouse Centre              |
| ngày 16 tháng 7 năm 2003 | Sunrise           | Hoa Kỳ   | Office Depot Center               |
| ngày 22 tháng 7 năm 2003 | Rosemont          | Hoa Kỳ   | Allstate Arena                    |
| ngày 23 tháng 7 năm 2003 | Chicago           | Hoa Kỳ   | Trung tâm United                  |
| ngày 25 tháng 7 năm 2003 | Auburn Hills      | Hoa Kỳ   | The Palace of Auburn Hills        |
| ngày 26 tháng 7 năm 2003 | Cincinnati        | Hoa Kỳ   | U.S. Bank Arena                   |
| ngày 28 tháng 7 năm 2003 | Pittsburgh        | Hoa Kỳ   | Mellon Arena                      |
| ngày 29 tháng 7 năm 2003 | Toronto           | Canada   | Air Canada Centre                 |
| ngày 31 tháng 7 năm 2003 | Toronto           | Canada   | Air Canada Centre                 |
| ngày 1 tháng 8 năm 2003  | Buffalo           | Hoa Kỳ   | HSBC Arena                        |
| ngày 3 tháng 8 năm 2003  | Columbus, Ohio    | Hoa Kỳ   | Value City Arena                  |
| ngày 5 tháng 8 năm 2003  | Boston            | Hoa Kỳ   | Fleet Center                      |
| ngày 6 tháng 8 năm 2003  | Boston            | Hoa Kỳ   | Fleet Center                      |
| ngày 8 tháng 8 năm 2003  | Philadelphia      | Hoa Kỳ   | First Union Center                |
| ngày 18 tháng 8 năm 2003 | Uniondale         | Hoa Kỳ   | Nassau Veterans Memorial Coliseum |
| ngày 19 tháng 8 năm 2003 | Uniondale         | Hoa Kỳ   | Nassau Veterans Memorial Coliseum |
| ngày 20 tháng 8 năm 2003 | East Rutherford   | Hoa Kỳ   | Continental Airlines Arena        |
| ngày 22 tháng 8 năm 2003 | Hartford          | Hoa Kỳ   | Hartford Civic Center             |
| ngày 23 tháng 8 năm 2003 | Albany            | Hoa Kỳ   | Pepsi Arena                       |
| ngày 25 tháng 8 năm 2003 | Washington, D.C.  | Hoa Kỳ   | MCI Center                        |
| ngày 31 tháng 8 năm 2003 | Indianapolis      | Hoa Kỳ   | Conseco Fieldhouse                |
| ngày 1 tháng 9 năm 2003  | Milwaukee         | Hoa Kỳ   | Bradley Center                    |
| ngày 2 tháng 9 năm 2003  | Saint Paul        | Hoa Kỳ   | Xcel Energy Center                |

Những buổi biểu diễn bị hủy và dời ngày
- 11 tháng 6 năm 2003 Vancouver, British Columbia Pacific Coliseum
- 9 tháng 8 năm 2003 Atlantic City, New Jersey Boardwalk Hall[6]
- 11 tháng 8 năm 2003 Albany, New York Pepsi Arena[6] dời sang ngày 23 tháng 8 năm 2003[7]
- 13 tháng 8 năm 2003 East Rutherford, New Jersey Continental Airlines Arena[6] dời sang ngày 20 tháng 8 năm 2003[7]
- 14 tháng 8 năm 2003 Hartford, Connecticut Hartford Civic Center[6] dời sang ngày 22 tháng 8 năm 2003[7]

## Thu hình, thu âm
Khi chuyến lưu diễn bắt đầu, BMG phát hành một EP gồm 6 bài hát được bán độc quyền ở chuỗi cửa hàng bán lẻ Target. EP bao gồm bản phối lại những bài hát thành công của hai ca sĩ, và một bài hát mới của riêng mỗi người. Trong lúc lưu diễn, có tin đồn rằng buổi biểu diễn ở khán phòng Nassau Veterans Memorial tại Uniondale, NY được quay lại cho chương trình truyền hình đặc biệt của đài WB, cùng một DVD được phát hành vào quý 4 năm 2003. Nhưng lại không thành sự thật.
Chuyến lưu diễn này từng xuất hiện trong chương trình "Making the Tour" của MTV.

## Đội ngũ thực hiện
Timberlake
- Darrell Adams
- Troy Antunes
- Denosh Bennet
- Mark Byerly
- Cetra Dance
- Skip Dorsey
- Phillip Fisher
- Paul Howards
- Rob Stevenson
- John Walsh
- Charles Wilson
- Dancers: Marty Kudelka, Melanie Benz, Nicole Hill, Sky Hoffman, Kelly Konno, Eric Denz, Roger Lee, Michele Martinez and Eddie Morales

Aguilera
- Ethan Farmer - Bass
- Ray Yslas - Percussion
- Brian Frasier - Drums
- Michael Herring - Guitars
- Robert Lewis - Keyboards
- Charlean Hines - Backup singer
- Tracy Nelson - Backup singer
- Brandon Rogers - Backup singer
- Dancers: Monique Slaughter, Tiana Brown, Telisha Shaw, Erin Hernandez, Paul Kirkland, Leo Moctezuma, Gilbert Saldivar, Marcel Wilson, Billy Cole and Luke Bannister.